# Rutilodexia prisca
Rutilodexia prisca är en tvåvingeart som först beskrevs av Günther Enderlein 1936.  Rutilodexia prisca ingår i släktet Rutilodexia och familjen parasitflugor. Inga underarter finns listade i Catalogue of Life.